# Centrantyx
Centrantyx is een geslacht van kevers uit de familie bladsprietkevers (Scarabaeidae). Het geslacht werd voor het eerst wetenschappelijk beschreven in 1884 door Fairmaire.

## Soorten
- Ondergeslacht Centrantyx
  - Centrantyx clarkei Krikken, 1985
  - Centrantyx fairmairei Valck Lucassen, 1935
  - Centrantyx laevicollis Valck Lucassen, 1935
  - Centrantyx raffrayi Fairmaire, 1884
  - Centrantyx tibialis Valck Lucassen, 1935
- Ondergeslacht Nigrocentrantyx Di Gennaro, 2012
  - Centrantyx digennaroi Legrand, 2003
  - Centrantyx milishai Di Gennaro & Legrand, 2005
  - Centrantyx mohamedi Di Gennaro, 2012
  - Centrantyx rougeoti Ruter, 1978
- Ondergeslacht Nitidocentrantyx Di Gennaro, 2012
  - Centrantyx nitidus Valck Lucassen, 1935
- Ondergeslacht Vitticentrantyx Di Gennaro, 2012
  - Centrantyx obscuripes Valck Lucassen, 1935